# Con bê đỏ

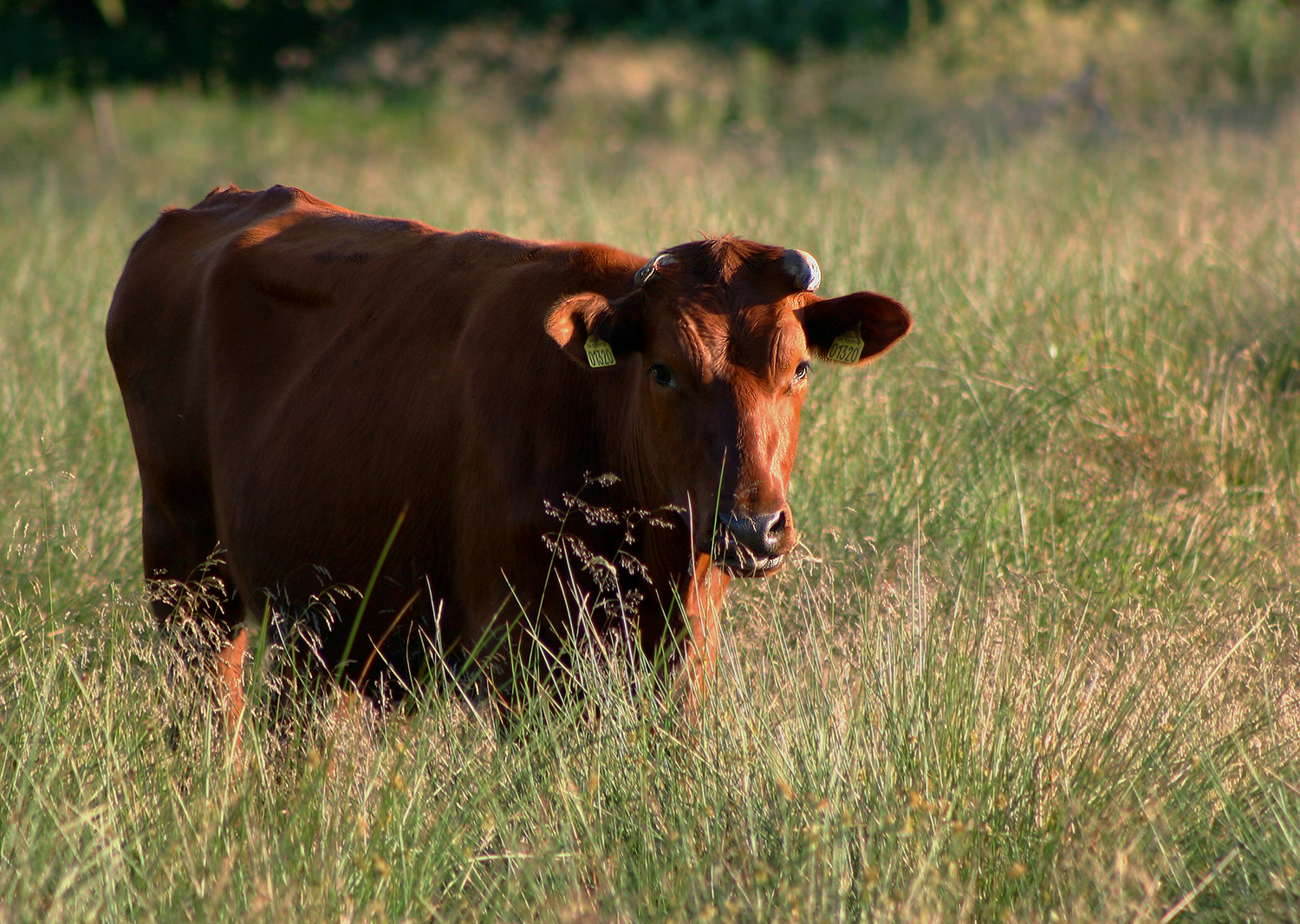
Một con bò cái lông đỏ hoe, không tạp

Con bê lông đỏ hay còn gọi là con bò tơ cái sắc hoe (tiếng Do Thái: פָרָה אֲדֻמָּה; para adumma; tiếng Anh: Red heifer hay Red cow; tiếng Ả rập: Al-Baqarah; البقرة) là một động vật hiến tế được mang đến cho các linh mục như một vật tế thần theo Kinh Cựu ước (Torah), và tro cốt của nó đã được sử dụng để thanh tẩy theo nghi thức của Tum'at HaMet ("sự ô uế của người chết"), đó là khi một người Do Thái đã tiếp xúc với xác chết, con bê đỏ là động vật đã được nhắc đến trong Kinh Thánh tại Sách Dân số như là một phần của nghi thức thanh tẩy.
Việc hiến tế của con bò cái tơ sắc hoe được sử dụng trong nghi lễ cổ xưa này trong số sách Dân số 19 đã đề cập đến các yếu tố liên quan như cây hương nam, chùm kinh giới và màu đỏ sậm. Tất cả ba vật phẩm này chính là một phần của Cuộc thương khó của Giêsu. Nghi lễ dâng tiến gồm một con chiên vào buổi sáng và một con vào buổi tối, ngoài ra còn hiến tế bò, cừu, dê, chim cu gáy và chim bồ câu như lễ dâng lên Đấng Tối cao về những tội lỗi, sự xúc phạm, tạ ơn và chuộc tội của loài người đã gây ra. Nó còn được nhắc đến trong Thánh kinh của Hồi giáo (Ko-ran).

## Câu chuyện
Trong quá trình xây cất Đền Thờ Thứ Ba với đầy đủ các khí cụ, có đầy đủ các ban ngành thầy tế lễ, thì người Do Thái cho rằng cũng sẽ chưa trọn vẹn, nếu không có một con bò cái sắc hoe làm của lễ chuộc tội. Không có bò cái sắc hoe thì không thể tiến hành lễ tẩy uế. Một người không chịu lễ tẩy uế thì không được bước vào đền thờ. Nghĩa là, nếu không có con bò cái sắc hoe làm của lễ chuộc tội và bị thiêu thành tro để làm nước tẩy uế, thì sẽ không ai có thể bước vào đền thờ để hầu việc trong đền thờ, kể cả thầy tế lễ thượng phẩm, và đó chính là lệnh truyền của Thiên Chúa về con bò cái sắc hoe, được ghi lại trong Dân số Ký thứ 19:2.
Đấng Tối cao lại phán với Môise và A-rôn rằng: Này là lệ định của luật pháp mà Đấng Tối cao có truyền rằng: Hãy nói với dân Do Thái (I-sơ-ra-ên) và bảo dẫn đến ngươi một con bò cái con sắc hoe, không tật, không vết, và chưa mang ách (chưa thụ thai). Kế đó phải giao nó cho Ê-lê-a-sa, thầy tế lễ, dẫn ra ngoài trại quân, rồi người ta giết nó trước mặt người. Ê-lê-a-sa, thầy tế lễ, sẽ dùng ngón tay nhúng máu nó rảy bảy lần về phía trước lều của hội chúng. Người ta sẽ thiêu con bò cái con đó trước mắt người, là thiêu da, thịt, và máu với phân nó. Kế đó, thầy tế lễ sẽ lấy nhánh hương nam, chùm kinh giới, và chỉ len màu đỏ sậm, liệng vào giữa đám lửa thiêu con bò cái con.
Thầy tế lễ phải giặt áo xống và tắm mình trong nước, sau rồi vào trại quân. Kẻ nào thiêu con bò cái con phải giặt áo xống và tắm mình trong nước, bị ô uế đến chiều tối. Một người tinh sạch sẽ hốt tro con bò cái con đổ ngoài trại quân, trong một nơi tinh sạch, người ta phải giữ tro đó cho hội dân Do Thái để dùng làm nước tẩy uế. Kẻ nào hốt tro con bò cái con phải giặt áo xống mình và bị ô uế đến chiều tối. Điều này sẽ làm một lệ định đời đời cho dân Do Thái và cho khách ngoại bang kiều ngụ giữa dân đó. Ai đụng đến một xác chết của người nào sẽ bị ô uế trong bảy ngày. Ngày thứ ba và ngày thứ bảy, phải dùng nước này làm cho mình được sạch, còn nếu ngày thứ ba và ngày thứ bảy không làm cho mình được sạch, thì vẫn không tinh sạch.
Bất cứ người nào đụng đến xác chết của người nào và không làm cho mình được sạch, thì sẽ gây cho Đền Tạm của Đấng Tối cao bị ô uế. Người đó sẽ bị truất khỏi đất Do Thái; vì nước tẩy uế không có rảy trên mình người, nên người vẫn ô uế; sự ô uế của người vẫn ở trên mình người vậy. Này là luật pháp khi có một người nào chết trong trại: bất kỳ ai vào trại và mọi vật gì ở trong đều sẽ bị ô uế trong bảy ngày. Bất cứ bình đựng nào để trống, không có nắp đậy buộc theo, sẽ bị ô uế. Ngoài đồng, ai đụng đến hoặc một người bị gươm giết, hoặc một xác chết, hoặc hài cốt loài người hay là một cái mả, thì sẽ bị ô uế trong bảy ngày. Về kẻ bị ô uế, người ta phải lấy tro của con sinh đã bị thiêu để chuộc tội, để trong một cái bình và đổ nước chảy lên trên.
Sáng Thế Ký 15:9 chép: “Đấng Tự Hữu Hằng Hữu đáp rằng: Ngươi hãy bắt đem cho Ta một con bò cái ba tuổi, một con dê cái ba tuổi, một con cừu đực ba tuổi, một con cu rừng và một con bồ câu con", như thế, con bò cái sắc hoe được dâng làm của lễ, ngoài việc không tật, không vết, và chưa mang ách, có thể còn là một con bò được ba tuổi và mang ý nghĩa về sự dâng một con bò cái sắc hoe làm của lễ rửa sạch tội. Người Do Thái cho xác chết là không sạch. Hễ ai rờ đến thây người chết thì phải làm sạch bằng cách lấy nước tro của bò cái hoe hòa với nước mà tắm. (Dân số 19:1). Lý do đặt ra lệ vì tro có công dụng trừ bỏ dơ dáy. Đại ý cho rằng dân Chúa cần phải thanh sạch. Bò cái sắc hoe làm hình bóng về tín đồ nhờ của lễ Đấng Chúa mà được sạch khỏi sự ô uế đang khi đang ở thế gian, và lại làm thí dụ về phương pháp được tẩy sạch.

## Ý niệm
Nhìn chung, con bò cái màu đỏ hay là một con bò màu nâu đỏ, không quá ba tuổi và chưa bao giờ mang ách trên nó sẽ được hiến tế như là một phần của nghi lễ thanh tẩy theo luật của Môi se. Việc giết một con bò cái màu đỏ là một nghi lễ trong hệ thống tế lễ trong Cựu Ước, việc hiến tế con bò cái màu đỏ là để dùng làm nước tẩy uế trong Dân số ký, hay còn gọi là sự thanh tẩy khỏi tội lỗi. Sau khi con bò cái được hiến tế, máu của nó được rảy, vấy ở cửa đền tạm. Hình ảnh máu của con bò cái đỏ không tì vết, không tật nguyền được hiến tế và máu của nó thanh tẩy mọi tội lỗi như là một báo hiệu của huyết Chúa đổ trên thập tự giá cho mọi tội lỗi của các tín hữu. Khi một con bò cái màu đỏ được sinh ra bất thường, nó có thể là một dấu hiệu cho thấy ngôi thứ Hai sẽ sớm được xây dựng lại.
Khi loài người vừa được tạo ra, Thiên Chúa cũng dựng nên các loài gia súc và bò là một trong các gia súc cùng làm việc với loài người nhiều nhất, giúp cho loài người cày xới đất, vận chuyển sản phẩm do đó bò được chọn là vật hiến tế. Trong khi chiên (cừu/trừu) hay dê được dùng làm của lễ chuộc tội cho từng người, thì con bò cái sắc hoe được dùng làm của lễ rửa sạch tội cho cả hội chúng, bao gồm cả những người dân ngoại chịu hiệp một với dân Do Thái (Dân số Ký 19:10). Đối tượng được chọn là con bò cái vì theo quan niệm thì một người phụ nữ là Ê-va là người đầu tiên mang tội lỗi vào trong thế gian, khiến cho từ đó, toàn thể loài người bị ô uế vì tội lỗi vì thế, một con bò giống cái (cow) được dùng làm của lễ rửa sạch tội cho mọi người.

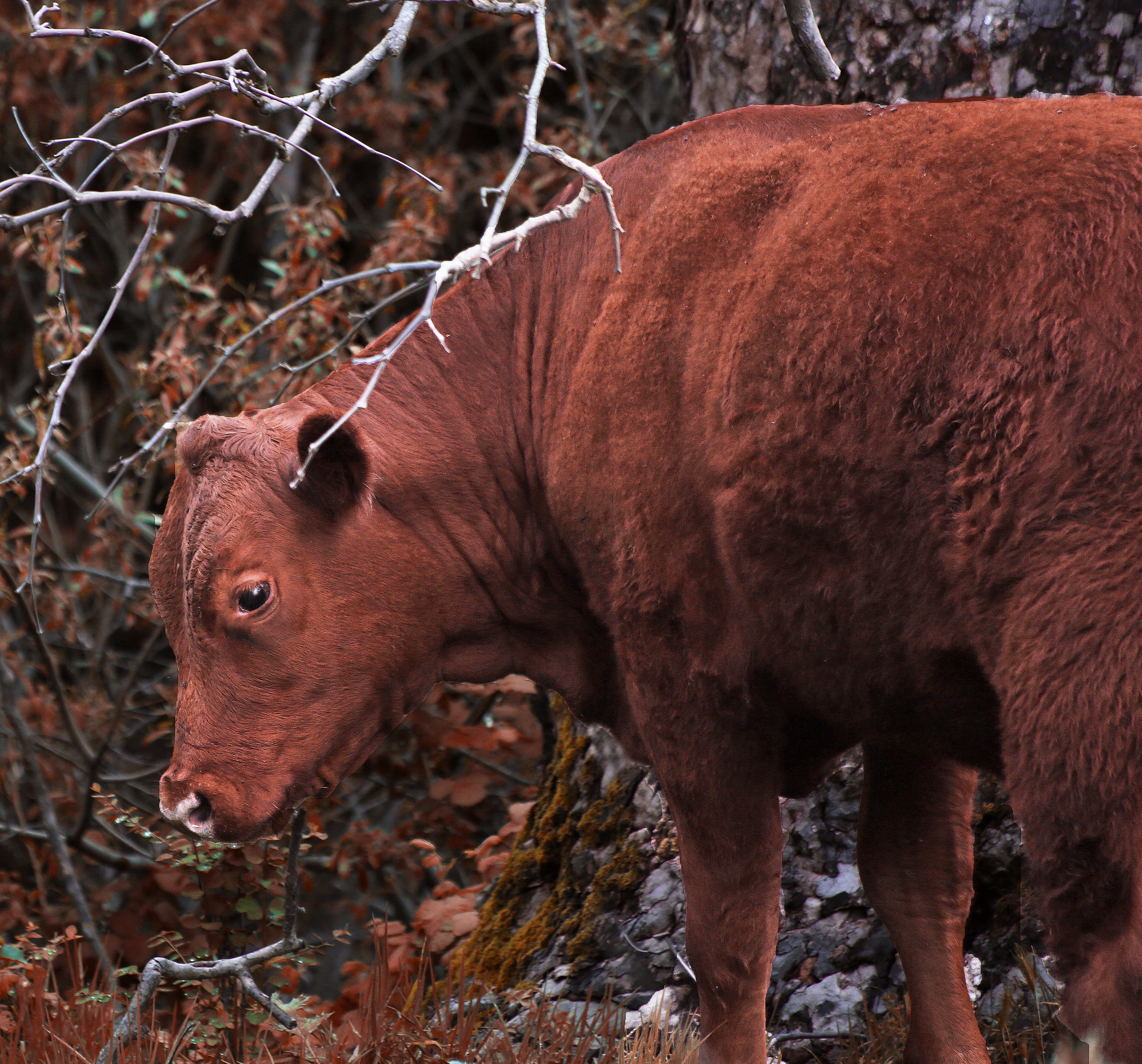
Bò tơ lông đỏ

Sắc hoe hay đỏ hoe là màu đỏ như máu (từ Hê-bơ-rơ “a-đôm” được dịch là “sắc hoe” hay đỏ như đất), “a-đam” có nghĩa là đất cùng với danh từ “a-đam” nghĩa là màu đỏ, đều ra từ “a-đem” (פָרָה) là làm cho đỏ hay trở nên có màu đỏ. Màu đỏ là màu của đất là chất liệu mà Thiên Chúa dùng để làm ra loài người, loài thú, và cây cỏ, tiêu biểu cho xuất thân của thân thể xác thịt loài người, màu đỏ còn là màu của máu, tiêu biểu cho sự sống (Lê-vi Ký 17:1), tiêu biểu cho máu của Đức Chúa rửa sạch tội lỗi (Hê-bơ-rơ 9:13-14; Khải Huyền 1:6); và còn là màu tiêu tội lỗi vì sách Ê-sai 1:18 ví tội lỗi đỏ như hồng điều, đỏ như son. Độ tuổi của con bê này đạt ba tuổi để tiêu biểu cho thập niên thứ ba của đời người.
Dân số ký 19:2 ghi chép rằng “con bò cái tơ” này phải “không tật không vết” và “chưa mang ách” (hay chưa thụ thai, chưa sanh nở). Theo đó, không tỳ vết có nghĩa là lông trên toàn thân của con bò phải cùng một màu hoe, nếu trong khi khám nghiệm, các thầy tế lễ tìm thấy có hai sợi lông màu trắng hay đen trên con bò (lông tạp), thì con bò bị xem là có vết, không thể dùng làm của lễ. Sự không tỳ vết vừa tiêu biểu cho sự trọn vẹn tội lỗi của nhân loại và sự trọn vẹn thánh khiết của máu chuộc tội từ Chúa. Không tật nguyền tiêu biểu cho bản tính trọn vẹn thánh khiết, vô nhiễm của Đức Chúa và chưa mang ách tiêu biểu cho sự Đức Chúa tình nguyện gánh lấy hình phạt của tội lỗi cho nhân loại.
Con bò này phải bị giết ngoài trại quân (ngoài trạm): Sau khi loài người phạm tội, thì bị đuổi khỏi vườn Địa đàng, thân thể xác thịt trở về cùng cát bụi. Đức Chúa mang lấy án phạt cho toàn thể nhân loại, bị giết ngoài thành thánh Giê-ru-sa-lem. Theo Dân số ký 19:3, con bò cái tơ này phải được hiến tế ở bên ngoài trại quân. Sau đó, máu được rảy bảy lần về phía trước lều của hội chúng vì Thánh Kinh cho biết: “hầu hết mọi vật đều nhờ máu mà được sạch: không đổ máu thì không có sự tha thứ” (Hê-bơ-rơ 9:22). Để bôi xóa sự ô uế tội lỗi, máu phải được dùng làm chất tẩy rửa. Sự rẩy máu bảy lần về phía trước lều của hội chúng tiêu biểu cho sự máu của Đức Chúa rửa sạch tội lỗi. Con số bảy mang ý nghĩa của sự trọn vẹn về thuộc linh. Lều của hội chúng là khu vực con dân Chúa nhóm hiệp tại đền thờ để dâng của lễ.
Sau đó, xác nó bị thiêu thành tro nhằm tiêu biểu cho tội lỗi và tội nhân bị hủy diệt thành tro bụi bởi sự trừng phạt của Thiên Chúa. Dân số ký 19:9 ghi chép rằng mục đích hy sinh của “con bò cái tơ” này là để tẩy uế, để rửa sạch tội lỗi và tro được để dành. Tro thiêu xác con bò con sắc hoe được để dành làm lễ rửa tội cho toàn thể hội chúng khi họ bị ô uế trong tương lai. Điều ấy tiêu biểu cho sự chết và máu của Đức Chúa lúc nào cũng có đủ để tha tội và làm cho sạch tội. Hêbơrơ 9:13-14 chép rằng Vì nếu huyết của dê đực cùng tro bò cái tơ mà người ta rưới trên kẻ ô uế còn làm sạch được phần xác thịt họ và nên thánh thay, huống chi huyết của Đấng Chúa.
Ngoài ra, trong lễ tế con bê đỏ còn có thêm nhánh hương nam là một loại gỗ thơm và bền, chắc, được dùng xây cất đền thờ. Đặc tính thơm và rắn chắc của cây hương nam cho sự cao trọng và chắc chắn. Chùm kinh giới là một loại dược thảo được dùng cho việc tẩy mùi hôi hám và đem lại sự tinh khiết cho không khí. Chất dầu của kinh giới được dùng để xức các vết thương, giúp khử trùng và cầm máu. Dược tính của kinh giới tiêu biểu cho sự thanh tẩy và chữa lành. Chỉ len màu đỏ sậm làm từ lông chiên, kéo thành chỉ và nhuộm trong một loại thuốc nhuộm đặc chế từ một loại côn trùng có màu đỏ sậm. Sợi chỉ len được dùng để buộc chùm kinh giới vào nhánh cây hương nam. Màu đỏ của sợi chỉ len tiêu biểu cho màu máu. Sự dùng sợi chỉ len buộc chùm kinh giới vào nhánh cây hương nam tiêu biểu cho sự máu tôn quý, có công năng thanh tẩy và chữa lành.
Nghi lễ này diễn ra vào Ngày thứ ba và ngày thứ bảy khi người đụng xác chết bị ô uế suốt bảy ngày, và phải tiến hành nghi thức làm cho tinh sạch vào ngày thứ ba và ngày thứ bảy; bằng cách lấy tro của con bò sắc hoe pha với nước đang chảy, rồi một người tinh sạch dùng nhành kinh giới nhúng vào chất nước đó, rẩy trên người bị ô uế. Bị ô uế bảy ngày tức là hoàn toàn bị ô uế. Ngày thứ ba làm nghi thức tẩy uế vì Chúa đã chịu chết và ở trong sự chết trọn ba ngày để hoàn thành sự chuộc tội. Ngày thứ bảy làm nghi thức tẩy uế tiêu biểu cho sự thánh hóa trọn vẹn. Sau này, Hội thánh của Đức Chúa Trời Hiệp Hội Truyền giáo Tin Lành Thế giới cho rằng vì “con bò cái tơ sắc hoe” này hy sinh vào ngày thứ ba và ngày thứ bảy, nên hàng tuần ngoài việc thờ phượng vào ngày thứ bảy thì còn phải thờ phượng vào buổi tối ngày thứ ba.

## Quan niệm

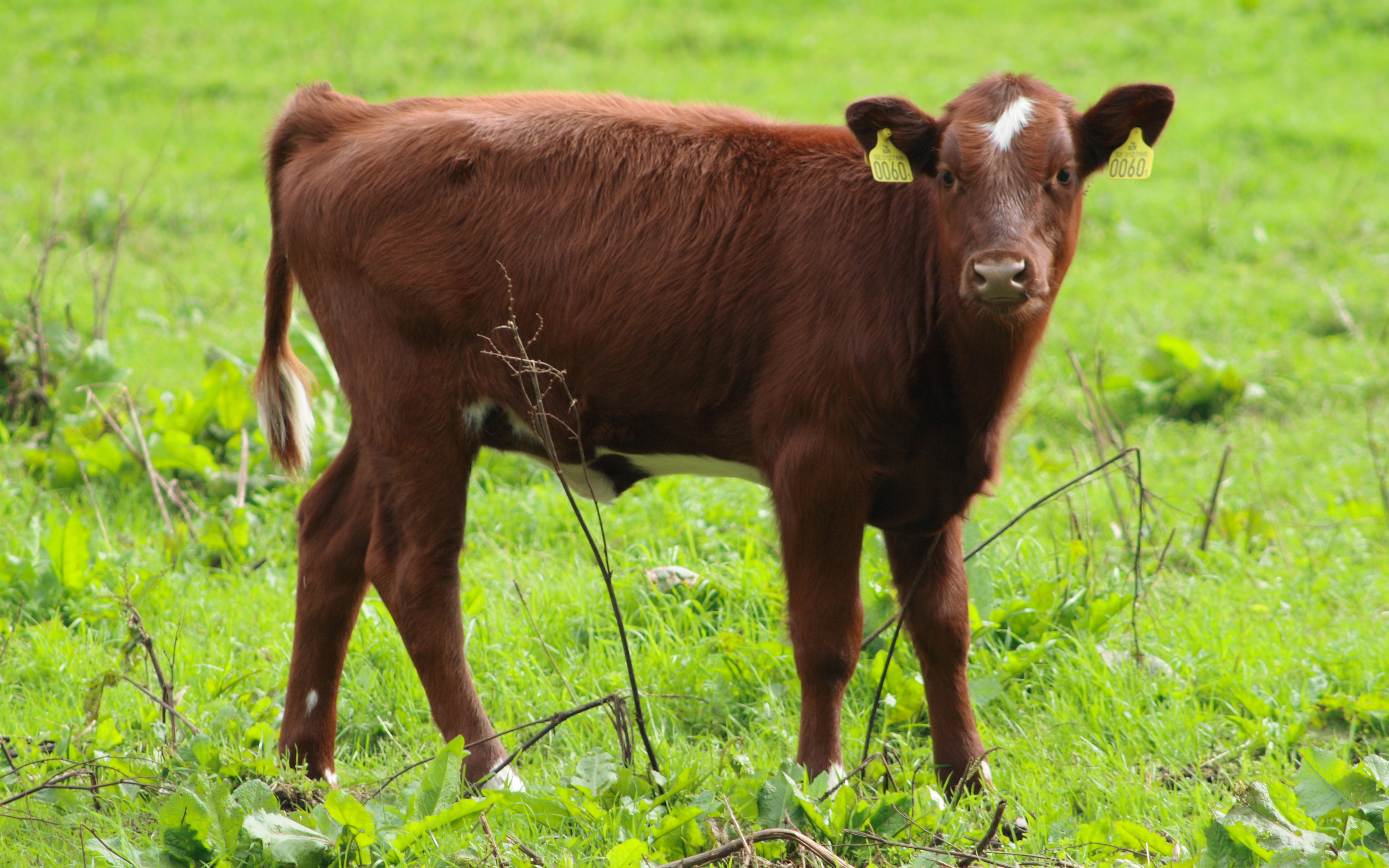
Một giống bò lông đỏ

Từ rất lâu trong lịch sử, những người Ai Cập thờ dân ngoại cho rằng “con bò cái tơ” đại diện cho nữ thần Ai Cập Isis. Nữ thần này đội mũ gồm những cái sừng bò bao xung quanh một cái đĩa hình mặt trời màu đỏ. Iris còn được gọi là “Đức Chúa Trời Mẹ”, “nữ vương trên trời”, “người phụ nữ màu đỏ”, “người phụ nữ bất diệt”. Đối với người Ai Cập, Isis đại diện cho tình mẫu tử, phép thuật và sự sinh sản. Kinh Thánh cũng có ghi chép về việc thờ nữ thần của dân ngoại. Giêrêmi chương 44 mô tả những tai vạ mà Đức Chúa Trời giáng xuống người dân Do Thái bởi vì họ tôn thờ hình tượng “nữ vương trên trời”, các sự kiện lịch sử và bối cảnh Kinh Thánh thấy rằng sự hy sinh của một “con bò cái tơ” là sự đối lập trực tiếp với niềm tin ngoại giáo của người Ai Cập vào một con bò cái linh thiêng của tục thờ bò.
Trong suốt gần hai ngàn năm, người Do Thái chưa thể thi hành các nghi thức tế lễ và thờ phượng Thiên Chúa trong đền thờ tại Giê-ru-sa-lem, vì không có đền thờ, mọi nghi thức tế lễ trong đền thờ sẽ xem như không thực hiện được, nếu trước hết, không có nghi thức rửa sạch tội và tẩy uế bởi máu và tro của một con bò cái sắc hoe. Nhưng gần hai ngàn năm qua, từ khi Đền Thờ Thứ Nhì bị phá hủy, thì giống bò cái sắc hoe đã không được nhìn thấy tại Trung Đông. Không có con bò cái sắc hoe để khi đền thờ được xây cất xong thì khó có thể hoạt động. Nếu con bò cái sắc hoe được Thiên Chúa sắm sẵn để làm lễ rửa tội cho những người sẽ phục vụ trong đền thờ được tái xây cất Đền Thờ Thứ Ba.
Sự hy sinh của dê đực, của con bò cái tơ với Đức Chúa được Kinh Thánh ghi chép việc Đức Chúa Jesus đã đáp ứng yêu cầu của tất cả các sự hiến tế động vật, cho dù là con đực (bò đực, cừu đực) hay con cái (bò cái) (Lêvi ký 3:1). Không chỉ là sự hy sinh của “con bò cái tơ” được đề cập cụ thể, mà người ta còn hiểu rằng sự hy sinh của Đức Chúa đã vượt qua sự rửa sạch tội lỗi mà người Do Thái hy vọng có được thông qua sự hy sinh của động vật theo luật của Cựu Ước. Sự hy sinh của động vật đực, hay cái, đều được (Lêvi ký 3:1). Chúa sẽ ứng nghiệm trọn vẹn sự hy sinh của dê đực cũng như của “con bò cái tơ” (Hêbơrơ 9:13-14).
Hội thánh của Đức Chúa Trời cho rằng: “có một “ý nghĩa về phần linh hồn” trong việc “con bò cái tơ” hy sinh, vì đó là động vật giống cái duy nhất được hiến tế trong thời đại Cựu Ước. Họ cho rằng Đức Chúa là “chiên con” của Lễ Vượt Qua, và thông qua sự hy sinh này sẽ nhận được sự tha thứ tội lỗi, như vậy thì “mẹ” là “con bò cái tơ”. Giống như lời tiên tri về chiên con Lễ Vượt Qua đã được Đức Chúa Jesus ứng nghiệm, lời tiên tri về “con bò cái tơ” phải được ứng nghiệm bởi “mẹ”. Thông qua sự hy sinh của “mẹ” sẽ nhận được nước sự sống. Kinh Thánh Dân số ký 19:9 liên hệ với nước sự sống trong Khải Huyền 22:17. Hội thánh của Đức Chúa Trời ví tro của con bò cái tơ được trộn lẫn với nước trong Dân số ký 19:9 như là nước sự sống trong Khải Huyền 22:17, được rửa sạch tội lỗi. 